# Florian Koerner von Gustorf

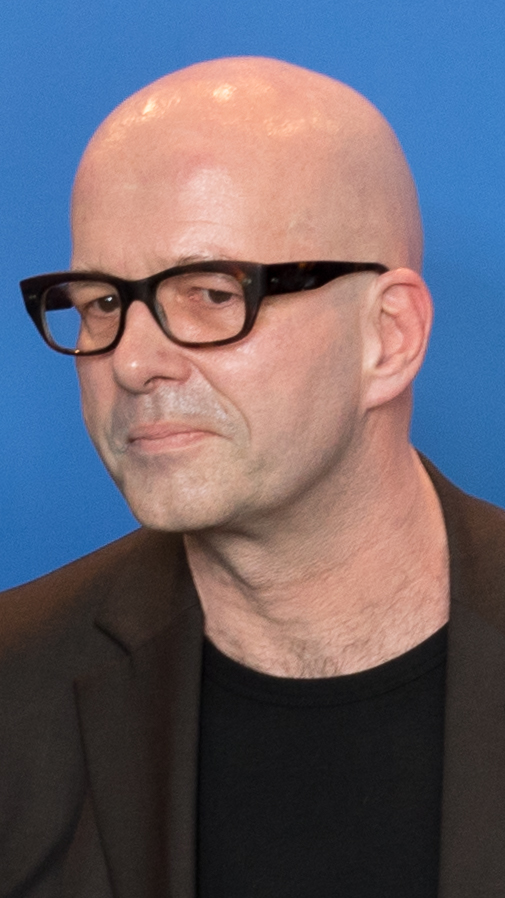
Florian Koerner von Gustorf, 2018

Florian Koerner von Gustorf (* 29. November 1963 in Darmstadt) ist ein deutscher Musiker und Filmproduzent.

## Leben
Florian Koerner von Gustorf ist Gründungsmitglied und Schlagzeuger der Berliner Band Mutter. Seit den frühen 1990er Jahren arbeitet Florian Koerner von Gustorf auch als Produktionsleiter und Filmproduzent. Er fungierte gemeinsam mit Michael Weber als Produzent von Christian Petzold bei all dessen Kinoarbeiten, von Gespenster aus 2005 über Yella, Jerichow, Dreileben – Etwas Besseres als den Tod, Barbara, Phoenix, Transit und Undine. Für Barbara wurde das Produzenten-Duo für den Europäischen Filmpreis nominiert und gewann den Deutschen Filmpreis in Silber (Bester Spielfilm). Zudem hat Koerner von Gustorf Filme von Angela Schanelec, Thomas Arslan, Jan Krüger und Henner Winckler produziert.
Des Weiteren war er auch als Darsteller aktiv, so spielte er unter anderem den Serienkiller Lothar Schramm in Jörg Buttgereits Schramm.
2019 stellte Koerner von Gustorf auf dem Filmfest München sein Langfilm-Debüt als Regisseur vor, das Beziehungsdrama Was gewesen wäre mit Ronald Zehrfeld und Christiane Paul in den Hauptrollen, der Kinostart erfolgte am 21. November 2019.

## Filmografie (Auswahl)
als Darsteller:
- 1989: Für Axel (Kurzfilm)
- 1991: Nekromantik 2
- 1993: Schramm

als Produzent:
- 1992: Nach einer Ewigkeit
- 1998: Plätze in Städten
- 2000: Die innere Sicherheit
- 2002: Mein langsames Leben
- 2004: Klassenfahrt
- 2004: Unterwegs
- 2004: Marseille
- 2005: Gespenster
- 2006: Lucy
- 2007: Yella
- 2008: Jerichow
- 2009: Dorfpunks
- 2010: Im Schatten
- 2011: Dreileben – Etwas Besseres als den Tod (Fernsehfilm)
- 2011: Auf der Suche
- 2012: Barbara
- 2013: Gold
- 2014: Phoenix
- 2018: Transit
- 2020: Undine
- 2023: Roter Himmel
- 2024: Verbrannte Erde

als Regisseur:
- 2019: Was gewesen wäre

## Auszeichnungen
- 2008: Nominiert für den Deutschen Filmpreis in der Kategorie Bester Spielfilm für Yella
- 2009: Nominiert für den Deutschen Filmpreis in der Kategorie Bester Spielfilm für Jerichow
- 2010: Preis zur Förderung der deutschen Filmkunst der DEFA-Stiftung
- 2012: Gewinner des Deutschen Filmpreises in Silber in der Kategorie Bester Spielfilm für Barbara
- 2012: Nominiert für den Europäischen Filmpreis in der Kategorie Bester Spielfilm für Barbara
- 2019: Nominiert für den Deutschen Filmpreis in der Kategorie Bester Spielfilm für Transit